# Nardus
Nardus es un género de gramíneas europeas de la familia de las poáceas. Antiguamente se incluían más especies, pero en la actualidad solamente se acepta Nardus stricta. 

## Especies incluidas anteriormente en este género
| - Nardus aristata = Psilurus incurvus (Gouan) Schinz & Thell. - Nardus articulata - Nardus ciliaris - Nardus ciliata - Nardus dactyloides - Nardus gangitis - Nardus glabriculmis - Nardus incurva = Psilurus incurvus (Gouan) Schinz & Thell. | - Nardus indica = Microchloa indica (L. f.) P. Beauv. - Nardus monandra - Nardus scorpioides - Nardus stricta - Nardus stricta var. glabriculmis - Nardus thomaea |

Lista de especies de: PPP-Index Online